# Седловка

Седловка — река в России, протекает в Вологодском районе Вологодской области. Устье реки находится в 25 км по левому берегу реки Большая Ельма. Длина реки составляет 17 км.
Исток Седловки находится в болотах северо-западнее деревни Минино (Новленское сельское поселение). Река течёт на юго-восток, крупных притоков нет. В нижнем течении на левом берегу деревня Высоково-2. Седловка впадает в Большую Ельму у деревни Чигорово.

## Данные водного реестра
По данным государственного водного реестра России относится к Двинско-Печорскому бассейновому округу, водохозяйственный участок реки — озеро Кубенское и реки Сухона от истока до Кубенского гидроузла, речной подбассейн реки — Сухона. Речной бассейн реки — Северная Двина.
По данным геоинформационной системы водохозяйственного районирования территории РФ, подготовленной Федеральным агентством водных ресурсов:
- Код водного объекта в государственном водном реестре — 03020100112103000005061
- Код по гидрологической изученности (ГИ) — 103000506
- Код бассейна — 03.02.01.001
- Номер тома по ГИ — 03
- Выпуск по ГИ — 0